# Amietophrynus buchneri
Amietophrynus buchneri är en groddjursart som först beskrevs av Peters 1882.  Amietophrynus buchneri ingår i släktet Amietophrynus och familjen paddor. IUCN kategoriserar arten globalt som otillräckligt studerad. Inga underarter finns listade i Catalogue of Life.